# Liste der Baudenkmale in Hellwege
In der Liste der Baudenkmale in Hellwege sind alle Baudenkmale der niedersächsischen Gemeinde Hellwege aufgelistet. Die Quelle der  Baudenkmale ist der Denkmalatlas Niedersachsen. Der Stand der Liste ist der 13. Oktober 2020.

## Allgemein
In den Spalten befinden sich folgende Informationen:
- Lage: die Adresse des Baudenkmales und die geographischen Koordinaten. Kartenansicht, um Koordinaten zu setzen. In der Kartenansicht sind Baudenkmale ohne Koordinaten mit einem roten Marker dargestellt und können in der Karte gesetzt werden. Baudenkmale ohne Bild sind mit einem blauen Marker gekennzeichnet, Baudenkmale mit Bild mit einem grünen Marker.
- Bezeichnung: Bezeichnung des Baudenkmales
- Beschreibung: die Beschreibung des Baudenkmales. Unter § 3 Abs. 2 NDSchG werden Einzeldenkmale und unter § 3 Abs. 3 NDSchG Gruppen baulicher Anlagen und deren Bestandteile ausgewiesen.
- ID: die Objekt-ID des Baudenkmales
- Bild: ein Bild des Baudenkmales, ggf. zusätzlich mit einem Link zu weiteren Fotos des Baudenkmals im Medienarchiv Wikimedia Commons. Wenn man auf das Kamerasymbol klickt, können Fotos zu Baudenkmalen aus dieser Liste hochgeladen werden:

## Hellwege

### Einzelbaudenkmale
| Lage                                     | Bezeichnung              | Beschreibung | ID       | Bild |
| ---------------------------------------- | ------------------------ | --- | -------- | ---- |
| Dorfstraße 13 53° 4′ 30″ N, 9° 14′ 10″ O | Wohn-/Wirtschaftsgebäude | Zweiständer-Hallenhaus von 1740 in Fachwerk mit reetgedecktem Krüppelwalmdach und Niedersachsengiebel | 31025696 |      |
| Dorfstraße 13 53° 4′ 28″ N, 9° 14′ 10″ O | Zufahrt                  | Zur Hofanlage führt ein Weg mit Lesesteinpflaster. | 31025717 | BW   |
| Dorfstraße 13 53° 4′ 28″ N, 9° 14′ 10″ O | Baumbestand              | Entlang der Zufahrt und im hinteren Grundstücksbereich befindet sich ein alter Baumbestand. | 31025734 | BW   |
| Am Bruch 7 53° 4′ 23″ N, 9° 14′ 12″ O    | Wohn-/Wirtschaftsgebäude | Zweiständer-Hallenhaus von 1798 in Fachwerk mit ziegelgedecktem Krüppelwalmdach und Niedersachsengiebel | 31025477 |      |
| Dorfstraße 60 53° 4′ 26″ N, 9° 13′ 59″ O | Kriegerdenkmal           | Das um 1920 aus behauenen Natursteinen errichtete dreiteilige Denkmal für die Gefallenen des Ersten Weltkriegs zeigt auf der zentralen Stele einen Metalladler als Krone. Nach dem Zweiten Weltkrieg wurden die beiden Mauerflanken aus für die Gefallenen 1939 bis 1945 errichtet. | 31025544 | BW   |

### Ehemalige Gruppe baulicher Anlagen: Hofanlage Viehweg 3
Die ehemalige Gruppe „Hofanlage Viehweg 3“ bestand als typisch niederdeutsche Hofanlage aus Wohn- und Wirtschaftsgebäuden des 18. und 19. Jahrhunderts. Die Gruppe hatte die ID 31019291. Alle Gebäude wurden abgebrochen, sodass die Gruppe gestrichen wurden.

| Lage                                 | Bezeichnung              | Beschreibung | ID       | Bild |
| ------------------------------------ | ------------------------ | --- | -------- | ---- |
| Viehweg 3 53° 4′ 31″ N, 9° 14′ 18″ O | Wohn-/Wirtschaftsgebäude | Das Zweiständer-Hallenhaus wurde 1849 errichtet. Nach Abbruch wurde das Gebäude 2014 aus dem Denkmalverzeichnis gestrichen.                                                                           | 31025565 | BW   |
| Viehweg 3 53° 4′ 32″ N, 9° 14′ 18″ O | Scheune                  | Die Fachwerkscheune mit mittiger Querdurchfahrt unter einem Halbwalmdach wurde 1762 errichtet. Nach Abbruch wurde das Gebäude 2014 aus dem Denkmalverzeichnis gestrichen.                             | 31025587 | BW   |
| Viehweg 3 53° 4′ 32″ N, 9° 14′ 16″ O | Stall                    | Der Schafstall in Fachwerkbauweise unter einem Halbwalmdach wurde in der zweiten Hälfte des 18. Jahrhunderts errichtet. Das Gebäude wurde 2003 abgebrochen und aus dem Denkmalverzeichnis gestrichen. | 31025609 | BW   |

### Ehemalige Baudenkmale
| Lage                                         | Bezeichnung              | Beschreibung | ID       | Bild |
| -------------------------------------------- | ------------------------ | --- | -------- | ---- |
| Bosdorfer Straße 4 53° 4′ 23″ N, 9° 14′ 0″ O | Wohn-/Wirtschaftsgebäude | Das Vierständer-Hallenhaus wurde 1858 errichtet. Wegen der Veränderungen wurde das Gebäude 1995 aus dem Denkmalverzeichnis gestrichen. | 31025500 | BW   |
| Bosdorfer Straße 7 53° 4′ 9″ N, 9° 13′ 58″ O | Wohn-/Wirtschaftsgebäude | Das Zweiständer-Hallenhaus wurde 1823 errichtet. Wegen der Veränderungen wurde das Gebäude 1995 aus dem Denkmalverzeichnis gestrichen. | 31025522 | BW   |

## Stelle

### Einzelbaudenkmale
| Lage                                | Bezeichnung              | Beschreibung                                                                                          | ID       | Bild |
| ----------------------------------- | ------------------------ | --- | -------- | ---- |
| Stelle 5 53° 2′ 46″ N, 9° 11′ 28″ O | Wohn-/Wirtschaftsgebäude | Zweiständer-Hallenhaus von 1793 in Fachwerk mit reetgedeckten Krüppelwalmdach und Niedersachsengiebel | 31025674 |      |

### Ehemalige Baudenkmale
| Lage                                | Bezeichnung              | Beschreibung | ID       | Bild |
| ----------------------------------- | ------------------------ | --- | -------- | ---- |
| Stelle 2 53° 3′ 28″ N, 9° 12′ 0″ O  | Wohn-/Wirtschaftsgebäude | Das Zweiständer-Hallenhaus wurde 1813 errichtet. Wegen der zahlreichen Veränderungen an der Traufseite wurde das Gebäude 1992 aus dem Denkmalverzeichnis gestrichen. | 31025632 | BW   |
| Stelle 3 53° 3′ 44″ N, 9° 12′ 14″ O | Wohn-/Wirtschaftsgebäude | Das Zweiständer-Hallenhaus wurde 1830 errichtet. Das Gebäude ist im Inneren vollständig entkernt worden. Daher wurde es 1989 aus dem Denkmalverzeichnis gestrichen.  | 31025653 | BW   |